# Втрати 11-го окремого мотопіхотного батальйону
У статті описано деталі загибелі бійців 11-го окремого мотопіхотного батальйону «Київська Русь».

## Поіменний перелік
| Прізвище, ім'я, по батькові (Псевдо)             | Звання, посада, особисті відомості                                                                        | Місце народження                                                        | Дата народження    | Дата смерті (вік)                                                            | Обставини смерті, місце поховання |
| ------------------------------------------------ | --- | ----------------------------------------------------------------------- | ------------------ | ---------------------------------------------------------------------------- | --- |
| Гуменюк Олександр Леонідович («Батя»)            | Полковник (посмертно), засновник та командир 11-го батальйону                                             | Ясенове Друге, Любашівський район, Одеська область                      | 5 серпня 1964      | 15 серпня 2014 (50 років)                                                    | Загинув потрапивши в засідку біля с. Малоіванівка, Перевальський район, Луганська область. Похований в Києві, на Лук'янівському військовому цвинтарі (ділянка № 4) |
| Онікієнко Олег Олександрович                     | Старший солдат, снайпер                                                                                   | Бровари, Київська область                                               | 28 березня 1970    | 15 серпня 2014 (44 роки)                                                     | Загинув потрапивши в засідку біля с. Малоіванівка, Перевальський район. Похований в м. Бровари, Київська область |
| Єрмаков Євген Сергійович                         | Солдат, номер обслуги                                                                                     | Вишгород, Київська область                                              | 5 лютого 1994      | 15 серпня 2014 (20 років)                                                    | Загинув потрапивши в засідку біля с. Малоіванівка, Перевальський район, Луганська область. Похований в м. Вишгород, Київська область |
| Пасічник Віктор Анатолійович                     | Старший лейтенант, командир взводу                                                                        | Буча, Київська область                                                  | 5 жовтня 1976      | 10 вересня 2014 (37 років)                                                   | Загинув через 5 днів після початку чергового перемир'я, на блокпосту неподалік Дебальцеве. Похований в м. Буча, Київська область. |
| Козенко Олександр Сергійович                     | Солдат, кулеметник                                                                                        | Олександрія, Кіровоградська область                                     | 6 листопада 1989   | 14 вересня 2014 (24 роки)                                                    | Загинув близько 21-ї години під час обстрілу російськими бойовиками блокпосту в смт. Чорнухине (Луганська область) неподалік Дебальцеве. Похований в м. Олександрія, Кіровоградська область |
| Ханчич Денис Юрійович                            | Старший солдат                                                                                            | Вишгород, Київська область                                              | 2 квітня 1992      | 14 вересня 2014 (22 роки)                                                    | Загинув близько 21-ї години під час обстрілу російськими бойовиками блокпосту в смт. Чорнухине (Луганська область) неподалік Дебальцеве. Похований в м. Вишгород, Київська область |
| Савуляк Володимир Іванович                       | Солдат, механік-водій                                                                                     | Пустоварівка, Сквирський район, Київська область                        | 12 червня 1985     | 23 вересня 2014 (29 років)                                                   | Загинув під містом Дебальцеве Донецької області під час виконання бойового завдання по доставці боєприпасів. Похований в с. Пустоварівка, Сквирський район, Київська область |
| Багіров Ільгар Салехович («Балу»)                | Капітан, заступник командира роти з виховної роботи                                                       | Баку, Азербайджан                                                       | 12 травня 1970     | 30 вересня 2014 (44 роки)                                                    | Загинув під час проведення розвідки в районі смт. Центральний, Перевальський район, Луганська область. При спробі терористів взяти його в полон, кинув у ворогів гранату, за що був розстріляний. Похований в м. Ірпінь, Київська область                                                                                       |
| Вахнюк Олександр Миколайович ("Сова")            | Старшина, розвідник                                                                                       | АндрушівкаЖитомирська область                                           | 11 травня 1981     | 1 жовтня 2014 (33 роки)                                                      | Зник безвісти разом з «Балу» під час розвідки між м. Дебальцеве і смт. Фащівка. Вважався зниклим безвісти, був упізнаний за експертизою ДНК. Похований в м. Андрушівка, Житомирська область |
| Ярош Артур Володимирович («Лор»)                 | Молодший сержант, розвідник-снайпер                                                                       | Петропавлівська Борщагівка, Києво-Святошинський район, Київська область | 17 лютого 1989     | 1 березня 2015 (26 років)                                                    | Загинув під час бойового зіткнення на КСП батальйону в районі м. Авдіївка (шахта «Бутовка») Донецької області.. Похований в с. Петропавлівська Борщагівка |
| Гуменюк Віктор Олександрович                     | Старший солдат, Стрілець                                                                                  | Тетіїв, Київська область                                                | 16 січня 1990      | 7 квітня 2015 (25років)                                                      | Загинув внаслідок артилерійського обстрілу російськими збройними формуваннями селища Опитне (Ясинуватський район) під Донецьком. Похований в м. Тетіїв, Київська область |
| Тимко Олег Миколайович                           | Солдат, стрілець                                                                                          | Обухів, Київська область                                                | 25 березня 1985    | 7 квітня 2015 (30 років)                                                     | Загинув внаслідок артилерійського обстрілу російськими збройними формуваннями селища Опитне (Ясинуватський район) під Донецьком, намагаючись допомогти своїм пораненим побратимам. Похований в м. Обухів, Київська область |
| Сидоренко Олександр Миколайович («Сидор»)        | Старшина, МТЗ                                                                                             | Тетіїв, Київська область                                                | 21 серпня 1974     | 24 квітня 2015 (40 років)                                                    | Загинув під час виконання бойового завдання поблизу селища Опитне (Ясинуватський район) під Донецьком. Похований в м. Тетіїв |
| Довгий Микола Григорович                         | Солдат, водій                                                                                             | Мартинівка, Новоархангельський район, Кіровоградська область            | 12 травня 1977     | 27 квітня 2015 (37 років)                                                    | Загинув в районі села Спартак від вибухової травми, внаслідок військових дій в зоні антитерористичної операції на сході України. Похований в с. Мартинівка |
| Бобок Олександр Миколайович                      | Старший сержант                                                                                           | Березань, Київська область                                              | 11 липня 1977      | 1 травня 2015 (37 років)                                                     | Загинув поблизу селища Опитне (Ясинуватський район), снаряд влучив у кімнату, де відпочивали бійці, тоді один боєць загинув, п'ятеро отримали поранення. Найтяжчі поранення дістав Олександр, його доправили до шпиталю. 1 травня він помер у реанімації, так і не прийшовши до тями. Похований в м. Березань, Київська область |
| Стрельчук Олександр Анатолійович                 | Солдат, стрілець-радіотелефоніст                                                                          | Біла Церква Київська область                                            | 17 жовтня 1977     | 11 травня 2015 (37 років)                                                    | Загинув під час виконання бойового завдання поблизу селища Опитне (Ясинуватський район) під Донецьком. Похований в м. Біла Церква, Київська область, кладовище «Сухий Яр», алея Слави |
| Астапов Дмитро Анатолійович                      | Старший солдат, кулеметник                                                                                | Дніпропетровськ                                                         | 5 червня 1983      | 11 травня 2015 (31 рік)                                                      | Загинув 11 травня 2015 р. під час виконання бойового завдання поблизу Опитне (Ясинуватський район) під Донецьком. Похований в м. Дніпропетровськ, Краснопільський цвинтар. |
| Мельник Геннадій Павлович                        | Солдат, стрілець                                                                                          | Олександринівка, Згурівський район, Київська область                    | 17 жовтня 1977     | 31 травня 2015 (37 років)                                                    | Помер від швидкоплинної хвороби, яка розвинулась внаслідок поранення і контузії під час бойових дій у зоні АТО Похований в с. Олександринівка |
| Кірієнко Андрій Валентинович                     | сержант, водій                                                                                            | Славутич, Київська область                                              | 23 серпня 1988     | 21 грудня 2015                                                               | трагічно загинув |
| Орлов Олег Євген́ович                             | Солдат | Катюжанка, Вишгородський район, Київська область                        | 23 липня 1974      | 4 травня 2016 (41 рік)                                                       | Загинув 4 квітня 2016 р. під час мінометного обстрілу в районі с. Новозванівка — смт. Калинове (Попаснянський район Луганська область). Похований в с. Катюжанка |
| Литвин Андрій Миколайович                        | солдат |                                                                         | 23 серпня 1988     | 5 травня 2016                                                                | зупинка серця |
| Іліка Іван Миколайович                           | старший лейтенант                                                                                         |                                                                         | 25 червня 1966     | 24 травня 2016                                                               | помер в комі |
| Хом'як Ігор Петрович                             | Прапорщик                                                                                                 | Плужне, Ізяславський район, Хмельницька область                         | 18 травня 1975     | 18 червня 2016 (41 рік)                                                      | Загинув під час мінометного обстрілу в районі міста Попасна (Луганська область). Похований в с. Плужне, Ізяславський район, Хмельницька область. |
| Дегтяр Микола Сергійович                         | Старший солдат, старший стрілець-кулеметник                                                               | Рокитне, Бобровицький район, Чернігівська область                       | 5 квітня 1990      | 22 червня 2016 (26 років)                                                    | Загинув від чисельних поранень вночі поблизу села Троїцьке (Попаснянський район) Луганської області, внаслідок обстрілу зі 120-мм мінометів та САУ. Похованийв с. Рокитне, Бобровицький район, Чернігівська область |
| Шадських Сергій Олексійович («Бульдог»/«Булька») | Молодший сержант, командир взводу                                                                         | Гребінка, Полтавська область                                            | 14 лютого 1965     | 23 червня 2016 (51 рік)                                                      | Був смертельно поранений під час масованого обстрілу українських позицій з 152-мм артилерії. Незважаючи на поранення, зумів викликати допомогу, і залишаючись на позиції, зробив два пуски ПТУР, прикриваючи побратимів. Похований м. Фастів, Київська область, Інтернаціональне кладовище, Алея Слави                          |
| Нестеренко Андрій В'ячеславович («Нестер»)       | Старший солдат, кулеметник                                                                                | Фастів, Київська область]                                               | 25 жовтня 1993     | 16 жовтня 2016 (22 роки)                                                     | Загинув, підірвавшись на міні, керуючи автомобілем між селом Новозванівка та містом Попасна (Луганська область). Похований в м. Фастів, |
| Блонський Андрій Анатолійович                    | лейтенант                                                                                                 |                                                                         |                    | 7 листопада 2016                                                             | помер від хвороби. |
| Згуєвич Олександр Григорович                     | Молодший сержант                                                                                          |                                                                         |                    | Широкине.                                                                    | |
| Конокеєнко Дмитро Павлович                       | Молодший сержант                                                                                          |                                                                         |                    | Широкине.                                                                    | |
| Сергій Загон                                     | Молодший сержант, номер обслуги 5 гранатометного відділення протитанкового взводу роти вогневої підтримки | мешканець села Торканівка Ободівської сільської територіальної громади  | 3 лютого 2024 року | поблизу населеного пункту Первомайське Покровського району Донецької області | |
| Старовєр Давид Олександрович                     | Cтарший солдат, мінометник.                                                                               | Вінниця                                                                 | 11 липня 2000 року | 14 квітня 2024 року (23 роки)                                                | Загинув у бою поблизу села Нетайлове. З 15 квітня вважався безвісти зниклим. 20 грудня 2024 на щиті повернувся додому. 21 грудня було поховання на Алеї Слави Сабарівського кладовища міста Вінниця. |